# Динафон
Динафон (Dynaphone) — електронний музичний інструмент, сконструйований французьким інженером Рене Бертраном в 1927 році.
Динафон являв собою відносно компактний прилад у формі циліндра діаметром близько 30 см. Інструмент не мав клавіатури, і управлявся кількома позиціями перемикача. Діапазон інструменту сягав 7 октав, але одночасно доступних було лише 5. Додатковий механізм дозволяв відтворювати ефект вібрато. Інструмент був монофонічним, його звук був порівнюваний зі звуком скрипки, флейти або саксофона. Планувалося створення версії інструменту з клавіатурою, однак ці плани не були здійснені через фінансові труднощі.
Перша публічна демонстрація інструменту відбулася в 1928 році. Під час концерту були зіграні дві пісні, спеціально складеної для інструменту — «Характерні варіації» для шести динафонів Ернеста Формежі і балет Roses de Metal Артур Онеґґєра